# Michael Newdow

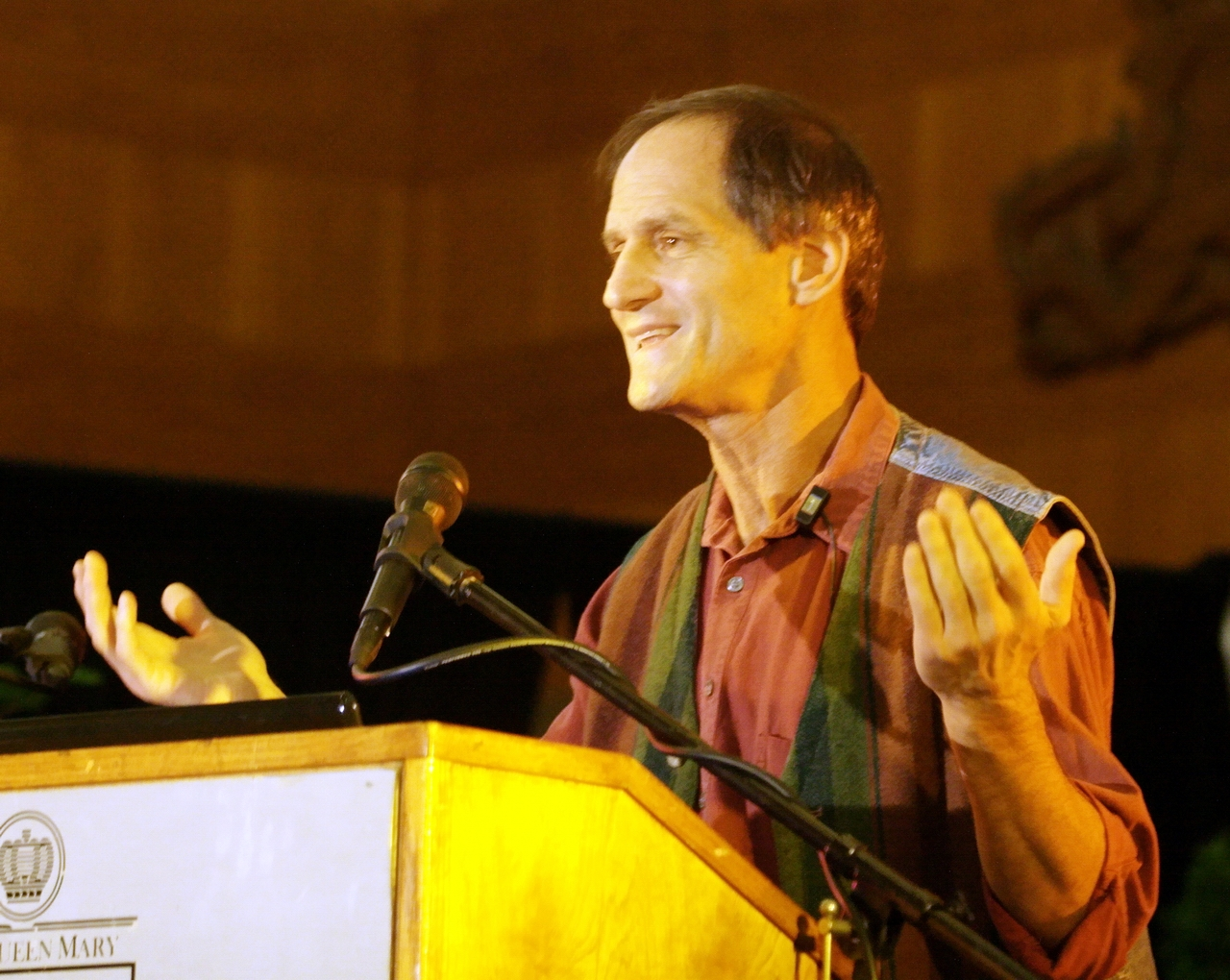
Michael Newdow

Michael A. Newdow (* 24. Juni 1953 in New York City) ist ein amerikanischer Anwalt und Arzt, der in Sacramento, Kalifornien lebt. 

## Leben
Newdow wurde im New Yorker Stadtteil Bronx geboren. 1997 gründete Newdow eine naturalistische Organisation, die er First Amendmist Church of True Science (FACTS) nannte. Mit ihr tritt er für eine strenge Trennung  von Kirche und Staat und eine naturalistische Weltanschauung ein.
Er ist außerdem überzeugter Atheist und wurde vor allem durch seinen gescheiterten Versuch bekannt, die Passage eine Nation unter Gott aus dem amerikanischen Treueeid zu entfernen. In einem Gerichtsverfahren am Neunten Appellationsgericht, welches für den Westen der USA zuständig ist, wurde im Jahr 2002 die Phrase under God für verfassungswidrig erklärt, da durch sie der Monotheismus bevorzugt würde. Eine Propagierung eines bestimmten Glaubens wiederum sei nicht Sache des Staates. Als Elk Grove Unified School District v. Newdow kam der Fall vor den Obersten Gerichtshof der Vereinigten Staaten, welcher 2004 die Entscheidung des Appellationsgerichts aus formellen Gründen wieder aufhob. Da Michael Newdow nicht mehr das Sorgerecht für seine Tochter besaß, sprach das Gericht ihm das Recht ab, in ihrem Namen gegen den Treueschwur in der Schule zu klagen. 
George W. Bush sagte kurz nach dem Urteil der Richter an dem Appellationsgericht in einer Stellungnahme, dass er dafür sorgen werde, dass dieses „lächerliche Urteil“ wieder zurückgenommen werde.

## Auszeichnungen
Im November 2002 wurde Newdow der Freethinker of the Year award von der Freedom From Religion Foundation in Anerkennung seiner Verdienste um den Pledge of Allegiance-Fall verliehen.  2004 erhielt er den Special Recognition Freethought Hero Award für seine Verdienste um den Streit um "In God We Trust"  auf der US-Währung. 
Im Mai 2004 erhielt er den Humanist Pioneer Award der American Humanist Association.

## Akademischer Werdegang
- B.S., Biologie, Brown University (1974)
- M.D., University of California in Los Angeles (1978)
- J.D., University of Michigan (1988)